# 刘师立
刘师立（？—640年），宋州虞城人(今河南商丘虞城县)。唐初功臣之一，玄武门之变参与者。

## 生平
刘师立本为王世充的下属将军，很得王世充的亲密礼遇。武德四年（621年）5月，秦王李世民在虎牢之战中击破窦建德，进而包围洛阳，刘师立跟随王世充被迫出降。7月王世充在长安被杀，刘师立本来要被一起处死，但李世民爱惜他的才能，被赦免招收进秦王府，担任左亲卫。
武德九年（626年）六月初四，李世民率尉迟敬德、侯君集、张公谨、刘师立、公孙武达、独孤彦云、杜君绰、郑仁泰、李孟尝等九将伏兵于玄武门（长安太极宫北面正门）内，杀死太子李建成、齐王李元吉，夺得太子之位。刘师立被授为太子左卫率。不久以功勋调升左骁卫将军，封襄武郡开国公，赏赐绢五千匹，食实封一千户，排在第四级，与侯君集、张公谨同列。
后来刘师立被人告发说自己“眼睛有红光，身体也有非常之相，姓氏又应符谶”。唐太宗招他问：“有人说卿欲反，怎么回事？”刘师立大惊，跪地宣称并无此事，太宗知道被人冤枉，赐帛六十匹温言抚慰。
贞观元年（627年）正月，燕郡王罗艺反于泾州，长安人情骚动，太宗任命刘师立为检校右武候大将军，警戒长安。长孙无忌、尉迟敬德率军征讨，在豳州击破罗艺大军，罗艺兵败逃到宁州时被下属所杀。此后宪司穷究罗艺党羽，刘师立因以前曾与罗艺联系过，被撤职。太宗后以刘师立是秦王府的老部下，重新任命他代理岷州都督（在今甘肃定西市岷县）。任内派人离间吐谷浑各部落，招降亲唐的部落，设置为开、桥二州。党项首领拓跋赤辞亦在他的招安下率众归附唐朝，拓拔赤辞被任命任命为西戎州都督，赐姓李氏，即是后世西夏祖先。击破经常扰边的河西党项破刃氏，他任官受到百姓爱戴，在母亲去世时本来是要丁忧去职守孝，被父老上表请求留任，最终太宗下诏不许赴哀，复令居任。后转任始州刺史(今四川广元市剑阁县)、左屯卫大将军。贞观十四年（640年）去世，谥曰肃。